# Lu Pi-chun
Pour les articles homonymes, voir Lu.
Dans ce nom chinois, le nom de famille, Lu, précède le nom personnel Pi-chun.
Lu Pi-chun (chinois traditionnel : 盧碧春 ; pinyin : Lú Bìchūn), née vers 1963, est une pongiste handisport taïwanaise.

## Biographie
Lu Pi-chun naît environ vers 1963,. Elle est atteinte dès son enfance d'une poliomyélite congénitale,, et grandit en Indonésie jusqu'à ses 16 ans où sa famille est alors établie pour leurs activités professionnelles, avant d'emménager à Taïwan.
Elle se lance dans la pratique du tennis de table handisport à l'âge de 42 ans, encouragée par ses enfants et son mari Lin Wo-qin (林我欽) pratiquant déjà en tant que pongiste handisport depuis quatre années,. Avec une pratique intensive, elle performance rapidement et joue en compétition internationale, s'entraînant quotidiennement environ quatre heures,. Son âge lui vaut le surnom de grand-mère du tennis de table (« 桌球阿嬤 »),.
Lu prend part à ses premiers Jeux paralympiques en 2016 à Rio de Janeiro.
Elle créé avec son mari une association de tennis de table handisport au Nouveau Taipei en 2017 afin d'encourager la pratique de ce sport auprès de leur entourage et de la communauté locale.
En 2018, elle est médaillée d'argent en épreuve individuelle aux Jeux para-asiatiques, ce qui constitue sa meilleure performance en compétition internationale,.
Elle participe en Slovénie au tournoi qualificatif en vue des Jeux paralympiques de Tokyo en 2021 ; elle termine à la 3e place, manquant de se qualifier directement. Elle est néanmoins qualifiée en liste de repêchage. Elle se classe jusqu'à la 9e place du classement mondial individuel en 2022.

## Palmarès

### Championnats du monde
- Médaille d'argent du double aux championnats du monde de 2014 (classe 4)

### Jeux para-asiatiques
- Médaille d'argent du simple dames aux Jeux para-asiatiques de 2018 (classe 4)
- Médaille de bronze du simple dames aux Jeux para-asiatiques de 2014 (classe 4)
- Médaille de bronze du double aux Jeux para-asiatiques de 2014 (classe 4-5)
- Médaille de bronze du double aux Jeux para-asiatiques de 2010 (classe 4-5)

### Championnats d'Asie
- Médaille de bronze du double aux championnats d'Asie de 2017 (classe 4-5)
- Médaille de bronze du simple dames aux championnats d'Asie de 2013 (classe 4)
- Médaille de bronze du double aux championnats d'Asie de 2013 (classe 4-5)